# Ceratina viridifrons
Ceratina viridifrons är en biart som beskrevs av Cockerell 1934. Ceratina viridifrons ingår i släktet märgbin, och familjen långtungebin. Inga underarter finns listade i Catalogue of Life.